# Sofoco
El sofoco o bochorno es la sensación de calor, muchas veces acompañada de sudor y enrojecimiento de la piel, que suelen sufrir las mujeres en la época de la menopausia o embarazadas o en ciertos tipos de cáncer o durante su tratamiento.

## Descripción
Los sofocos son un síntoma común de la menopausia y la premenopausia. Se describen como una sensación de calor intenso con sudores y aumento de la frecuencia cardíaca, que puede durar de dos a treinta minutos en cada ocasión. Los sofocos pueden producirse durante el día o la noche,  y éstos no los sufren por igual todas las mujeres, habiendo mujeres a las cuales no le sucede esta sensación.
Los sofocos están causados por la reducción de los niveles de estrógenos que afectan al centro que regula la temperatura corporal, el hipotálamo, la inestabilidad provoca la liberación de sustancias vasodilatadoras, que producen un aumento repentino de la temperatura corporal que para regularse y bajar se produce la sudoración.
La sensación de calor comienza generalmente en el rostro o en el pecho y se despliega por todo el cuerpo. Algunas mujeres pueden sufrir desmayos si la sensación es muy fuerte.

## Tipos de sofocos
- Sofocos leves: Son aquellos cuya duración tiende a no sobrepasar los dos minutos. A su vez, no se presentan más de siete veces al día.
- Sofocos moderados: Aunque no suelen durar más allá de los dos minutos, sí es más común que se repitan más de siete veces al día.
- Sofocos severos: Son aquellos que, además de durar más de dos minutos, se repiten más de siete veces al día.

## Tratamiento
Los sofocos son reacciones normales del organismos que se resolverán en cuanto el cuerpo se de cuento de que sus niveles de hormonas han cambiado. Los sofocos se pueden reducir teniendo un estilo de vida saludable y la práctica de regular de ejercicio físico, está demostrado que las situaciones estresantes, el consumo de tabaco y alcohol y una vida sedentaria incrementan los episodios de calores o sofocos .
Se han desarrollado tratamiento médicos que son otra opción a tener en cuenta. Uno de los tratamientos para los sofocos que aparecen como consecuencia de la menopausia lo constituyen las hormonas sustitutivas, es decir, los estrógenos y los estrógenos con la progesterona. Sin embargo, estas terapias aumentan el riesgo de padecer cánceres de mama, ovario y cuello uterino, accidente cerebrovascular y enfermedad cardiovascular.
Existen otras alternativas que han demostrado su eficacia en el alivio de los sofocos producidos por la menopausia, como los suplementos de plantas que contienen isoflavonas o combinaciones de plantas con salvia, pasiflora, cimicífuga o isaflavonas de soja.